# Ольшанский, Дмитрий Викторович
Дми́трий Ви́кторович Ольша́нский (род. 26 ноября 1978, Москва, СССР)  — российский журналист, литературный и музыкальный критик, редактор, публицист.

## Биография
Сын сценариста Виктора Ольшанского и внучки российского революционера Сурена Спандаряна Нины Лебедевой. Внук Иосифа Григорьевича Ольшанского. В детстве играл в театре «Современник».  Был солистом рок-группы «Антресоли» (2002). Учился на философском и филологическом факультете РГГУ, но не доучился.
В журналистике начинал как литературный и музыкальный критик. Печатался в газетах «Сегодня», «Независимая Газета», «Время МН», «Известия», «Вечерняя Москва», «Собеседник», журналах — «Новое Время», «Русский Журнал», «Итоги», «Эксперт».
В апреле 2002 года опубликовал в Ex Libris НГ статью «Как я стал черносотенцем», в которой публично отрёкся от своих прежних pынoчнo—либеральных взглядов («Оглядываясь назад, на своё либеральное прошлое, я не вижу ничего, кроме лжи и позора. Неугомонные девяностые годы — во многом потерянное время для русской литературы, время либеральной букеровской мертвечины, и чувство вины за это продолжительное дурновкусие нельзя отделить от новых, куда более оптимистических ощущений. […] Сколько демократическая веревочка ни вейся, а красивая, намыленная, удобная петля из неё уже сложилась. Брату-либералу пора карабкаться на табуретку»).
С сентября 2002 года стал печататься (под псевдонимом Николай Суханов) в газете «Консерватор» — бывшая «Общая газета», купленная и переименованная Вячеславом Лейбманом (главный редактор — Леонид Злотин, зам.главного редактора — Алексей Зуйченко; председатель редакционного совета — Татьяна Толстая). После роспуска первого редакционного состава В. Лейбман по совету А. Тимофеевского предложил в декабре 2002 г. возглавить газету Д. Ольшанскому. Сам В. Лейбман стал главным редактором, а Д. Ольшанский — шеф-редактором и одним из заместителей главного редактора (другим был Дмитрий Быков). Д. Ольшанский пригласил в «Консерватор» своих тогдашних «черносотенных» друзей — Константина Крылова, возглавившего отдел политики, и Егора Холмогорова (в отдел «Общество»), которые создали «Консерватору» репутацию националистического издания. Газета была убыточной, и в июне 2003 года В. Лейбман её закрыл.
С начала 2003 г. — член партии «Союз» (партия отставных офицеров спецслужб; председатель ЦК и исполкома партии — бывший член ЛДПР Александр Пронин). На внеочередном съезде 9 февраля 2003 избран членом президиума партии «Союз» (и. о. председателя ЦК тогда же стал президент ассоциации «Бизнес и право», бывший сотрудник КГБ, а затем налоговой полиции Александр Кудимов; председателем наблюдательного совета был избран Александр Проханов, который, узнав об этом, отказался принять пост). В октябре 2003 не был включён в список кандидатов в депутаты Государственной Думы от партии «Союз».
В 2003—2004 гг. декларировал левые взгляды, высказывал симпатию к Троцкому.
С 2004 года — эксперт сети Kreml.org. (руководитель — Павел Данилин).
В 2005 году Александр Тимофеевский пригласил Д. Ольшанского в GlobalRus.Ru (формально — сетевое издание информационно-аналитического портала НП «Гражданский клуб»; фактически — сайт, курируемый управлением президента РФ по межрегиональным и культурным связям (начальник управления — Модест Колеров, зам. начальника — Никита Иванов). В GlobalRus.Ru Д.Ольшанский регулярно публиковался до апреля 2006 г. В начале 2006 г. Модест Колеров произвёл реформирование сайта GlobalRus.Ru, в результате которого, в частности, потерял работу на сайте Ольшанский. Инициатором своего изгнания с GlobalRus сам Ольшанский считает Н. Иванова, а непосредственной причиной — свой пост в своём ЖЖ в защиту лимоновцев.
С мая по июль 2006 года — колумнист в «Русском журнале» (РЖ; главный редактор — Глеб Павловский), куда его пригласил Олег Кашин, ставший незадолго до этого редактором отдела политики РЖ.
С весны 2007 года по июнь 2009 года — главный редактор журнала «Русская жизнь», издаваемого Николаем Левичевым (партия «Справедливая Россия»).
По состоянию на 2014 год являлся колумнистом газеты «Комсомольская правда» и газеты «Известия».
С 15 января 2014 года по 22 сентября 2016 года — постоянный гость программы «Без вопросов» на радиостанции Русская служба новостей.
В апреле 2014 года написал пост, в котором призывал сторонников самопровозглашённой ДНР «гнать с Украины» находившегося там в тот момент корреспондента сайта радиостанции «Эхо Москвы» Илью Азара. Своим поступком он сильно осложнил жизнь журналисту, так как пост размножили по всем местным сообществам антимайдановцев, и на обладминистрации Донецка висел портрет Азара с подписью «провокатор».
С января 2016 года — член «комитета 25 января»(Общерусское национальное движение).
20 января 2016 года выступил с поддержкой Рамзана Кадырова с лозунгом «#Кадыров — патриот России», поддержав призыв Кадырова относиться к представителям «внесистемной» оппозиции как к «врагам народа», которое вызвало общественный резонанс.
С конца 2023 года ведет авторскую передачу "Комиссар исчезает" (в форме диалога с соведущим, в основном в виде комментария текущих событий) на Радио Sputnik.